# Alistair Johnston
Alistair William Johnston (Vancouver, 8 ottobre 1998) è un calciatore canadese, difensore del Celtic e della nazionale canadese.

## Caratteristiche tecniche
Schierato principalmente da terzino destro, può anche giocare da difensore centrale nel "braccetto" destro di una difesa a quattro o a tre. È dotato di buone doti tecniche, atletiche e di resistenza.

## Carriera

### Club

#### Gli inizi in MLS: Nashville e Montréal
Inizia la propria carriera nel Vaughan Azzurri dove milita dal 2015 al 2019; successivamente viene selezionato al SuperDraft dal Nashville nel gennaio 2020, per poi firmare un contratto con il club il 25 febbraio dello stesso anno. Debutta in Major League Soccer con il club il 13 agosto giocando il match vinto 1-0 contro il FC Dallas.
Il 27 dicembre 2021 viene ufficializzato il passaggio al CF Montréal. Il 24 febbraio 2022 esordisce con i canadesi negli ottavi di ritorno di CONCACAF Champions League contro il Santos Laguna, subentrando a Joel Waterman nel secondo tempo. Tre giorni dopo, ha giocato la prima partita con il CF Montréal in MLS, contro l'Orlando City, partendo da titolare. Il 15 maggio ha segnato la prima rete con il club canadese, siglando il definitivo 0 a 2 contro lo Charlotte FC. Visto l'alto rendimento, diviene titolare fisso nell'undici iniziale e nell'arco della stagione ha collezionato 39 presenze, segnato quattro reti e fornito altrettanti assist tra tutte le competizioni disputate.

#### L'approdo in Europa: Celtic
Il 3 dicembre 2022, viene annunciata la cessione a titolo definitivo di Johnston al Celtic, con cui firmato un contratto valido a partire dal 1º gennaio 2023.
Il 2 gennaio seguente, il terzino canadese viene schierato titolare nell'Old Firm contro i Rangers rimanendo in campo per tutta la partita.

### Nazionale
Il 26 marzo 2021, Johnston debutta con la nazionale maggiore canadese, giocando l'incontro di qualificazione per i Mondiali 2022 contro Bermuda. Tre giorni dopo, realizza il suo primo gol nel successo per 0-11 in casa delle Isole Cayman.
Viene convocato dal CT John Herdman per il campionato del mondo in Qatar. Viene quindi impiegato in tutte e tre le partite della fase a gironi, partendo sempre da titolare.

## Statistiche
Statistiche aggiornate al 9 marzo 2024.

### Presenze e reti nei club
| Stagione         | Squadra          | Campionato       | Campionato | Campionato | Coppe nazionali | Coppe nazionali | Coppe nazionali | Coppe continentali | Coppe continentali | Coppe continentali | Altre coppe | Altre coppe | Altre coppe | Totale | Totale | Totale |
| Stagione         | Squadra          | Comp             | Pres       | Reti       | Comp            | Pres            | Reti            | Comp               | Pres               | Reti               | Comp        | Pres        | Reti        | Pres   | Reti   |        |
| ---------------- | ---------------- | ---------------- | ---------- | ---------- | --------------- | --------------- | --------------- | ------------------ | ------------------ | ------------------ | ----------- | ----------- | ----------- | ------ | ------ | ------ |
| 2020             | Nashville        | MLS              | 18+3       | 0          |                 | -               | -               |                    | -                  | -                  |             | -           | -           | 21     | 0      |        |
| 2021             | Nashville        | MLS              | 26+2       | 1          |                 | -               | -               |                    | -                  | -                  |             | -           | -           | 28     | 1      |        |
| Totale Nashville | Totale Nashville | Totale Nashville | 49         | 1          |                 | 0               | 0               |                    | -                  | -                  |             | -           | -           | 49     | 1      |        |
| 2022             | CF Montréal      | MLS              | 35         | 4          | CC              | 1               | 0               | CCL                | 3                  | 0                  |             | -           | -           | 39     | 4      |        |
| gen.-giu. 2023   | Celtic           | SP               | 14         | 1          | CS+CdL          | 5+1             | 0               | UCL                | -                  | -                  | -           | -           | -           | 20     | 1      |        |
| 2023-2024        | Celtic           | SP               | 24         | 1          | CS+CdL          | 1+0             | 0               | UCL                | 6                  | 0                  | -           | -           | -           | 31     | 1      |        |
| Totale Celtic    | Totale Celtic    | Totale Celtic    | 38         | 2          |                 | 7               | 0               |                    | 6                  | 0                  |             | -           | -           | 51     | 2      |        |
| Totale carriera  | Totale carriera  | Totale carriera  | 122        | 7          |                 | 8               | 0               |                    | 9                  | 0                  |             | -           | -           | 139    | 7      |        |

### Cronologia presenze e reti in nazionale
| Cronologia completa delle presenze e delle reti in nazionale ― Canada | Cronologia completa delle presenze e delle reti in nazionale ― Canada | Cronologia completa delle presenze e delle reti in nazionale ― Canada | Cronologia completa delle presenze e delle reti in nazionale ― Canada | Cronologia completa delle presenze e delle reti in nazionale ― Canada | Cronologia completa delle presenze e delle reti in nazionale ― Canada | Cronologia completa delle presenze e delle reti in nazionale ― Canada | Cronologia completa delle presenze e delle reti in nazionale ― Canada |
| Data                                                                  | Città                                                                 | In casa                                                               | Risultato                                                             | Ospiti                                                                | Competizione                                                          | Reti                                                                  | Note                                                                  |
| --------------------------------------------------------------------- | --------------------------------------------------------------------- | --------------------------------------------------------------------- | --------------------------------------------------------------------- | --------------------------------------------------------------------- | --------------------------------------------------------------------- | --------------------------------------------------------------------- | --------------------------------------------------------------------- |
| 26-3-2021                                                             | Orlando                                                               | Canada                                                                | 5 – 1                                                                 | Bermuda                                                               | Qual. Mondiali 2022                                                   | -                                                                     | 69’                                                                   |
| 29-3-2021                                                             | Bradenton                                                             | Isole Cayman                                                          | 0 – 11                                                                | Canada                                                                | Qual. Mondiali 2022                                                   | 1                                                                     | 67’                                                                   |
| 8-6-2021                                                              | Bridgeview                                                            | Canada                                                                | 4 – 0                                                                 | Suriname                                                              | Qual. Mondiali 2022                                                   | -                                                                     |                                                                       |
| 12-6-2021                                                             | Port-au-Prince                                                        | Haiti                                                                 | 0 – 1                                                                 | Canada                                                                | Qual. Mondiali 2022                                                   | -                                                                     |                                                                       |
| 15-6-2021                                                             | Bridgeview                                                            | Canada                                                                | 3 – 0                                                                 | Haiti                                                                 | Qual. Mondiali 2022                                                   | -                                                                     |                                                                       |
| 11-7-2021                                                             | Kansas City                                                           | Canada                                                                | 4 – 1                                                                 | Martinica                                                             | Gold Cup 2021 - 1º turno                                              | -                                                                     | 90+2’                                                                 |
| 15-7-2021                                                             | Kansas City                                                           | Haiti                                                                 | 1 – 4                                                                 | Canada                                                                | Gold Cup 2021 - 1º turno                                              | -                                                                     | 76’                                                                   |
| 18-7-2021                                                             | Kansas City                                                           | Stati Uniti                                                           | 1 – 0                                                                 | Canada                                                                | Gold Cup 2021 - 1º turno                                              | -                                                                     |                                                                       |
| 24-7-2021                                                             | Arlington                                                             | Costa Rica                                                            | 0 – 2                                                                 | Canada                                                                | Gold Cup 2021 - Quarti di finale                                      | -                                                                     |                                                                       |
| 29-7-2021                                                             | Houston                                                               | Messico                                                               | 2 – 1                                                                 | Canada                                                                | Gold Cup 2021 - Semifinale                                            | -                                                                     |                                                                       |
| 2-9-2021                                                              | Toronto                                                               | Canada                                                                | 1 – 1                                                                 | Honduras                                                              | Qual. Mondiali 2022                                                   | -                                                                     |                                                                       |
| 5-9-2021                                                              | Nashville                                                             | Stati Uniti                                                           | 1 – 1                                                                 | Canada                                                                | Qual. Mondiali 2022                                                   | -                                                                     | 44’                                                                   |
| 8-9-2021                                                              | Toronto                                                               | Canada                                                                | 3 – 0                                                                 | El Salvador                                                           | Qual. Mondiali 2022                                                   | -                                                                     |                                                                       |
| 7-10-2021                                                             | Città del Messico                                                     | Messico                                                               | 1 – 1                                                                 | Canada                                                                | Qual. Mondiali 2022                                                   | -                                                                     | 46’                                                                   |
| 10-10-2021                                                            | Kingston                                                              | Giamaica                                                              | 0 – 0                                                                 | Canada                                                                | Qual. Mondiali 2022                                                   | -                                                                     |                                                                       |
| 13-10-2021                                                            | Toronto                                                               | Canada                                                                | 4 – 1                                                                 | Panama                                                                | Qual. Mondiali 2022                                                   | -                                                                     |                                                                       |
| 12-11-2021                                                            | Edmonton                                                              | Canada                                                                | 1 – 0                                                                 | Costa Rica                                                            | Qual. Mondiali 2022                                                   | -                                                                     | 72’                                                                   |
| 16-11-2021                                                            | Edmonton                                                              | Canada                                                                | 2 – 1                                                                 | Messico                                                               | Qual. Mondiali 2022                                                   | -                                                                     |                                                                       |
| 27-1-2022                                                             | San Pedro Sula                                                        | Honduras                                                              | 0 – 2                                                                 | Canada                                                                | Qual. Mondiali 2022                                                   | -                                                                     |                                                                       |
| 30-1-2022                                                             | Hamilton                                                              | Canada                                                                | 2 – 0                                                                 | Stati Uniti                                                           | Qual. Mondiali 2022                                                   | -                                                                     |                                                                       |
| 2-2-2022                                                              | San Salvador                                                          | El Salvador                                                           | 0 – 2                                                                 | Canada                                                                | Qual. Mondiali 2022                                                   | -                                                                     | 58’                                                                   |
| 24-3-2022                                                             | San José                                                              | Costa Rica                                                            | 1 – 0                                                                 | Canada                                                                | Qual. Mondiali 2022                                                   | -                                                                     | 68’                                                                   |
| 27-3-2022                                                             | Toronto                                                               | Canada                                                                | 4 – 0                                                                 | Giamaica                                                              | Qual. Mondiali 2022                                                   | -                                                                     | 63’                                                                   |
| 30-3-2022                                                             | Panama                                                                | Panama                                                                | 1 – 0                                                                 | Canada                                                                | Qual. Mondiali 2022                                                   | -                                                                     | 73’                                                                   |
| 10-6-2022                                                             | Vancouver                                                             | Canada                                                                | 4 – 0                                                                 | Curaçao                                                               | CONCACAF Nations League 2022-2023 - 1º turno                          | -                                                                     |                                                                       |
| 14-6-2022                                                             | San Pedro Sula                                                        | Honduras                                                              | 2 – 1                                                                 | Canada                                                                | CONCACAF Nations League 2022-2023 - 1º turno                          | -                                                                     | 31’, 90+4’                                                            |
| 23-9-2022                                                             | Vienna                                                                | Qatar                                                                 | 0 – 2                                                                 | Canada                                                                | Amichevole                                                            | -                                                                     |                                                                       |
| 27-9-2022                                                             | Bratislava                                                            | Canada                                                                | 0 – 2                                                                 | Uruguay                                                               | Amichevole                                                            | -                                                                     |                                                                       |
| 11-11-2022                                                            | Manama                                                                | Bahrein                                                               | 2 – 2                                                                 | Canada                                                                | Amichevole                                                            | -                                                                     |                                                                       |
| 17-11-2022                                                            | Dubai                                                                 | Giappone                                                              | 1 – 2                                                                 | Canada                                                                | Amichevole                                                            | -                                                                     | 18’ 71’                                                               |
| 23-11-2022                                                            | Al Rayyan                                                             | Belgio                                                                | 1 – 0                                                                 | Canada                                                                | Mondiali 2022 - 1º turno                                              | -                                                                     | 83’                                                                   |
| 27-11-2022                                                            | Al Rayyan                                                             | Croazia                                                               | 4 – 1                                                                 | Canada                                                                | Mondiali 2022 - 1º turno                                              | -                                                                     |                                                                       |
| 1-12-2022                                                             | Doha                                                                  | Canada                                                                | 1 – 2                                                                 | Marocco                                                               | Mondiali 2022 - 1º turno                                              | -                                                                     |                                                                       |
| 28-3-2023                                                             | Toronto                                                               | Canada                                                                | 4 – 1                                                                 | Honduras                                                              | CONCACAF Nations League 2022-2023 - 1º turno                          | -                                                                     | 85’                                                                   |
| 15-6-2023                                                             | Paradise                                                              | Panama                                                                | 0 – 2                                                                 | Canada                                                                | CONCACAF Nations League 2022-2023 - Semifinale                        | -                                                                     | 69’                                                                   |
| 18-6-2023                                                             | Paradise                                                              | Canada                                                                | 0 – 2                                                                 | Stati Uniti                                                           | CONCACAF Nations League 2022-2023 - Finale                            | -                                                                     | 60’                                                                   |
| 13-10-2023                                                            | Niigata                                                               | Giappone                                                              | 4 – 1                                                                 | Canada                                                                | Amichevole                                                            | -                                                                     | 56’ 81’                                                               |
| 18-11-2023                                                            | Kingston                                                              | Giamaica                                                              | 1 – 2                                                                 | Canada                                                                | CONCACAF Nations League 2022-2023 - Quarti di finale                  | -                                                                     | 90+2’                                                                 |
| 21-11-2023                                                            | Toronto                                                               | Canada                                                                | 2 – 3                                                                 | Giamaica                                                              | CONCACAF Nations League 2022-2023 - Quarti di finale                  | -                                                                     | 84’                                                                   |
| 23-3-2024                                                             | Frisco                                                                | Canada                                                                | 2 – 0                                                                 | Trinidad e Tobago                                                     | CONCACAF Nations League 2023-2024 - Play-off                          | -                                                                     | 45+1’                                                                 |
| 6-6-2024                                                              | Rotterdam                                                             | Paesi Bassi                                                           | 4 – 0                                                                 | Canada                                                                | Amichevole                                                            | -                                                                     | 56’                                                                   |
| 9-6-2024                                                              | Bordeaux                                                              | Francia                                                               | 0 – 0                                                                 | Canada                                                                | Amichevole                                                            | -                                                                     | 37’ 62’                                                               |
| 20-6-2024                                                             | Atlanta                                                               | Argentina                                                             | 2 – 0                                                                 | Canada                                                                | Coppa America 2024 - 1º turno                                         | -                                                                     |                                                                       |
| 25-6-2024                                                             | Kansas City                                                           | Perù                                                                  | 0 – 1                                                                 | Canada                                                                | Coppa America 2024 - 1º turno                                         | -                                                                     |                                                                       |
| 29-6-2024                                                             | Orlando                                                               | Canada                                                                | 0 – 0                                                                 | Cile                                                                  | Coppa America 2024 - 1º turno                                         | -                                                                     | 57’                                                                   |
| 5-7-2024                                                              | Arlington                                                             | Venezuela                                                             | 1 – 1 (3 – 4 dtr)                                                     | Canada                                                                | Coppa America 2024 - Quarti di finale                                 | -                                                                     |                                                                       |
| 9-7-2024                                                              | East Rutherford                                                       | Argentina                                                             | 2 – 0                                                                 | Canada                                                                | Coppa America 2024 - Semifinale                                       | -                                                                     |                                                                       |
| 13-7-2024                                                             | Charlotte                                                             | Canada                                                                | 2 – 2 (3 – 4 dtr)                                                     | Uruguay                                                               | Coppa America 2024 - Finale 3º posto                                  | -                                                                     | 62’                                                                   |
| 7-9-2024                                                              | Kansas City                                                           | Stati Uniti                                                           | 1 – 2                                                                 | Canada                                                                | Amichevole                                                            | -                                                                     | 25’                                                                   |
| 15-11-2024                                                            | Paramaribo                                                            | Suriname                                                              | 0 – 1                                                                 | Canada                                                                | CONCACAF Nations League 2024-2025 - Quarti di finale                  | -                                                                     | 48’                                                                   |
| 19-11-2024                                                            | Toronto                                                               | Canada                                                                | 3 – 0                                                                 | Suriname                                                              | CONCACAF Nations League 2024-2025 - Quarti di finale                  | -                                                                     | 64’                                                                   |
| 20-3-2025                                                             | Inglewood                                                             | Canada                                                                | 0 – 2                                                                 | Messico                                                               | CONCACAF Nations League 2024-2025 - Semifinale                        | -                                                                     | 33’                                                                   |
| 23-3-2025                                                             | Inglewood                                                             | Canada                                                                | 2 – 1                                                                 | Stati Uniti                                                           | CONCACAF Nations League 2024-2025 - Finale 3º posto                   | -                                                                     |                                                                       |
| 21-6-2025                                                             | Houston                                                               | Curaçao                                                               | 1 – 1                                                                 | Canada                                                                | Gold Cup 2025 - 1° turno                                              | -                                                                     | 70’                                                                   |
| 24-6-2025                                                             | Houston                                                               | Canada                                                                | 2 – 0                                                                 | El Salvador                                                           | Gold Cup 2025 - 1º turno                                              | -                                                                     | 57’                                                                   |
| 29-6-2025                                                             | Minneapolis                                                           | Canada                                                                | 1 – 1 (5 – 6 dtr)                                                     | Guatemala                                                             | Gold Cup 2025 - Quarti di finale                                      | -                                                                     |                                                                       |
| Totale                                                                |                                                                       | Presenze                                                              | 56                                                                    |                                                                       | Reti                                                                  | 1                                                                     |                                                                       |

## Palmarès

### Club

#### Competizioni nazionali
- Coppa di Lega scozzese: 2

Celtic: 2022-2023, 2024-2025
- Campionato scozzese: 3

Celtic: 2022-2023, 2023-2024,  2024-2025
- Coppa di Scozia: 2

Celtic: 2022-2023, 2023-2024

### Individuale
- Squadre del torneo della Copa América: 1

Stati Uniti 2024